# Campeonato Mundial de Judo de 2011
El XXXII Campeonato Mundial de Judo se celebró en París (Francia) entre el 23 y el 28 de agosto de 2011 bajo la organización de la Federación Internacional de Judo (IJF) y la Federación Francesa de Judo. Las competiciones se realizaron en el Palais Omnisports de Paris-Bercy de la capital gala. 
Aparte se disputó la categoría abierta de ambos géneros en la ciudad de Tiumén (Rusia) entre el 29 y 30 de octubre.

## Medallistas en París

### Femenino
| Evento         | Oro                     | Plata                      | Bronce                                                     |
| -------------- | ----------------------- | -------------------------- | ---------------------------------------------------------- |
| –48 kg (23.08) | Haruna Asami Japón      | Tomoko Fukumi Japón        | Éva Csernoviczki · Hungría · Sarah Menezes · Brasil        |
| –52 kg (24.08) | Misato Nakamura Japón   | Yuka Nishida Japón         | Ana Carrascosa Zaragoza · España · Andreea Chițu · Rumania |
| –57 kg (24.08) | Aiko Sato Japón         | Rafaela Silva · Brasil     | Corina Căprioriu · Rumania · Kaori Matsumoto · Japón       |
| –63 kg (25.08) | Gévrise Émane Francia   | Yoshie Ueno Japón          | Urška Žolnir · Eslovenia · Anicka van Emden · Países Bajos |
| –70 kg (26.08) | Lucie Décosse Francia   | Edith Bosch · Países Bajos | Yoriko Kunihara · Japón · Anett Mészáros · Hungría         |
| –78 kg (26.08) | Audrey Tcheuméo Francia | Akari Ogata Japón          | Mayra Aguiar · Brasil · Kayla Harrison · Estados Unidos    |
| +78 kg (27.08) | Tong Wen China          | Qin Qian China             | Yelena Ivashchenko · Rusia · Mika Sugimoto · Japón         |

### Medallero
| Núm. | País            | Oro | Plata | Bronce | Total |
| ---- | --------------- | --- | ----- | ------ | ----- |
| 1    | Japón           | 5   | 6     | 4      | 15    |
| 2    | Francia         | 4   | 0     | 1      | 5     |
| 3    | China           | 1   | 1     | 0      | 2     |
| 4    | Rusia           | 1   | 0     | 3      | 4     |
| 5    | Corea del Sur   | 1   | 0     | 2      | 3     |
| 6    | Uzbekistán      | 1   | 0     | 1      | 2     |
| 7    | Grecia          | 1   | 0     | 0      | 1     |
| 8    | Brasil          | 0   | 2     | 3      | 5     |
| 9    | Países Bajos    | 0   | 2     | 1      | 3     |
| 10   | Alemania        | 0   | 1     | 0      | 1     |
| 10   | Kazajistán      | 0   | 1     | 0      | 1     |
| 10   | Montenegro      | 0   | 1     | 0      | 1     |
| 13   | Hungría         | 0   | 0     | 2      | 2     |
| 13   | Rumania         | 0   | 0     | 2      | 2     |
| 15   | Azerbaiyán      | 0   | 0     | 1      | 1     |
| 15   | Cuba            | 0   | 0     | 1      | 1     |
| 15   | Eslovenia       | 0   | 0     | 1      | 1     |
| 15   | España          | 0   | 0     | 1      | 1     |
| 15   | Estados Unidos  | 0   | 0     | 1      | 1     |
| 15   | Georgia         | 0   | 0     | 1      | 1     |
| 15   | Moldavia        | 0   | 0     | 1      | 1     |
| 15   | República Checa | 0   | 0     | 1      | 1     |
| 15   | Ucrania         | 0   | 0     | 1      | 1     |
|      | TOTAL           | 14  | 14    | 28     | 56    |

## Medallistas en Tiumén

### Masculino
| Evento                    | Oro                          | Plata               | Bronce                                           |
| ------------------------- | ---------------------------- | ------------------- | ------------------------------------------------ |
| Categoría abierta (30.10) | Abdullo Tangriyev Uzbekistán | Barna Bor · Hungría | Alexandr Mijailin · Rusia · Keiji Suzuki · Japón |

### Femenino
| Evento                    | Oro            | Plata                     | Bronce                                      |
| ------------------------- | -------------- | ------------------------- | ------------------------------------------- |
| Categoría abierta (30.10) | Tong Wen China | Tea Donguzashvili · Rusia | Mika Sugimoto Japón Nanami Hashiguchi Japón |

### Medallero
| Núm. | País       | Oro | Plata | Bronce | Total |
| ---- | ---------- | --- | ----- | ------ | ----- |
| 1    | China      | 1   | 0     | 0      | 1     |
| 1    | Uzbekistán | 1   | 0     | 0      | 1     |
| 3    | Rusia      | 0   | 1     | 1      | 2     |
| 4    | Hungría    | 0   | 1     | 0      | 1     |
| 5    | Japón      | 0   | 0     | 3      | 3     |
|      | TOTAL      | 2   | 2     | 4      | 8     |